# Maurice Michel
Maurice Michel, né le 26 mai 1904 à Marsanne (Drôme) et mort le 15 février 1984 à Romans-sur-Isère (Drôme), est un homme politique français.

## Biographie
Élu député de la Drôme en 1945, à la Première Assemblée Nationale Constituante, il est réélu en 1946 à la Deuxième Assemblée Nationale Constituante, puis à nouveau élu, en 1946 comme député de la première Législature. Il perd son siège en 1951, en raison de la loi des apparentements mais retrouve un siège de député en 1956.
Il est Conseiller Général du canton de Romans sur Isère de 1945 à 1951
Il est Conseiller Municipal, d'opposition, de Romans sur Isère de 1945 à 1959. Il devient à nouveau Conseiller Municipal, de 1977 à 1983, dans la liste d'union de la Gauche.